# 2060
- Wikisource

| Calendário gregoriano                                                        | 2060 MMLX                           |
| Ab urbe condita                                                              | 2813                                |
| Calendário arménio                                                           | 1510 – 1511                         |
| Calendário bahá'í                                                            | 216 – 217                           |
| Calendário budista                                                           | 2604                                |
| Calendário chinês                                                            | 4756 – 4757 Início a 2 de fevereiro |
| Calendário copta                                                             | 1776 – 1777                         |
| Calendário etíope                                                            | 2052 – 2053                         |
| Calendários hindus - Vikram Samvat - Calendário nacional indiano - Cáli Iuga | 2115 – 2116 1981 – 1982 5160 – 5161 |
| Calendário Holoceno                                                          | 12060                               |
| Calendário islâmico                                                          | 1483 – 1484                         |
| Calendário judaico                                                           | 5820 – 5821                         |
| Calendário persa                                                             | 1438 – 1439 Início a 20 de março    |
| Calendário rúnico                                                            | 2310                                |
| Calendário solar tailandês                                                   | 2603                                |

2060 (MMLX, na numeração romana) será um ano bissexto do século XXI que começará numa quinta-feira, segundo o calendário gregoriano. As suas letras dominicais serão DC. A terça-feira de Carnaval ocorrerá a 2 de março e o domingo de Páscoa a 18 de abril. Segundo o horóscopo chinês, será o ano do Dragão, começando a 2 de fevereiro.

| Evento                                                   | Data            | Hora  |
| -------------------------------------------------------- | --------------- | ----- |
| Aquário                                                  | 20 de janeiro   | 07:58 |
| Peixes                                                   | 18 de fevereiro | 21:57 |
| primavera no hemisfério norte e outono no hemisfério sul |                 |       |
| Carneiro/equinócio                                       | 19 de março     | 20:38 |
| Touro                                                    | 19 de abril     | 07:17 |
| Gémeos                                                   | 20 de maio      | 06:03 |
| verão no hemisfério norte e inverno no hemisfério Sul    |                 |       |
| Caranguejo/solstício                                     | 20 de junho     | 13:45 |
| Leão                                                     | 22 de julho     | 00:36 |
| Virgem                                                   | 22 de agosto    | 07:49 |
| Outono no Hemisfério Norte e Primavera no Hemisfério Sul |                 |       |
| Balança/equinócio                                        | 22 de setembro  | 05:48 |
| Escorpião                                                | 22 de outubro   | 15:33 |
| Sagitário                                                | 21 de novembro  | 13:28 |
| inverno no hemisfério norte e verão no hemisfério sul    |                 |       |
| Capricórnio/solstício                                    | 21 de dezembro  | 03:01 |

| UTC: Portugal Continental, Madeira, Guiné-Bissau e São Tomé e Príncipe Subtrair (-): 1 h nos Açores e Cabo Verde 2 h nas Ilhas oceânicas brasileiras 3 h em Brasília, em Goiás, na Amazônia Oriental Brasileira e no nordeste, sudeste e sul brasileiros 4 h na Amazônia Ocidental Brasileira, Mato Grosso e Mato Grosso do Sul 5 h no Acre e sudoeste do Amazonas Adicionar (+): 1 h em Angola e Guiné Equatorial 2 h em Moçambique 8 h em Macau 9 h em Timor-Leste. |
| Adicionar uma hora durante a vigência do horário de verão: Portugal Continental : De 28 de março a 31 de outubro de 2060 |

| Ano completo                           |
| -------------------------------------- |
| Ano bissexto com início à quinta-feira |

## Eventos esperados e previstos
- Ano do Dragão, segundo o Horóscopo chinês.

Abril
- 15 a 16 de abril - Eclipse lunar penumbral[1]
- 30 de abril - Eclipse solar total[1]

Outubro
- 9 a 10 de outubro - Eclipse lunar penumbral[2]
- 24 de outubro - Eclipse solar anular[2]

Novembro
- 7 a 8 de novembro - Eclipse lunar penumbral[3]